# Vinens historie
Vinens historie spænder over tusinder af år tæt knyttet til historien vedrørende landbrug, madkunst, civilisation og mennesket selv. Vinens historie koncentrerer sig især om området omkring Middelhavet.
Kemiske undersøgelser af en gammel persisk krukke tyder på, at vindyrkning fandt sted for 5500 år siden. Krukken blev fundet under udgravninger i Zagro-bjergene i det vestlige Iran og stammer fra den sumeriske Uruk-civilisation. Det er et samfund fra tiden før bronzealderen, som handlede med kobber og værdifulde stene med Afghanistan og andre dele af Iran. I bunden og langs et område af væggen på indersiden har krukken en plet, som tyder på, at der har været lagret væske i den. Pletten indeholdt garvesyre og vinsyre. Krukken har også en lille åbning direkte oven for pletten, – noget som var almindeligt anvendt for at forhindre, at den skulle revne ved eftergæring. I nærheden af krukken blev der også fundet drikkebægre og et stort lerfad, som kan have været anvendt til at opbevare druer. Israelske forskere har fundet forkullede vinranker og druesten, som er dateret til cirka 3500 år før Kristus. Nærmere undersøgelser af dette fund viser, at der blev dyrket druer på samme tid som krukken stammer fra.
Således har også nomadefolk gæret vilde druer og bær til vin. Ved overgangen til agerbrug har vinplanten sammen med figen og oliven formentlig hørt til de første vilde planter, der blev dyrket. Oprindelsen til ordet 'vin' er ikke helt klar. I første omgang er ordet en afledning af det latinske vinum, hvilket igen stammer fra det græske oinos (hvoraf ordet ønologi også stammer). Længere tilbage kan vi ikke spore ordet. Vi ved dog, at vinens historie begyndte i det østlige middelhavsområde og Kaukasus, men også at vinen først for alvor blev dyrket i faraonernes Ægypten. Først her blev en vinbrugsteknik og vinifikation udviklet mere nøjagtigt, som skulle vise sig at holde i årtusinder.

## Ægypten og Grækenland
Også handlen med vin blomstrede i Ægypten. Karavaner og skibe bragte vinen rundt til Middelhavets handelspladser. Måske lagde netop vinhandlen i Ægypten grunden til moderne økonomi, mønthandel, kontrakter, retsvæsen, tidsinddeling m.m.
Dernæst kom vinen til det minoiske Grækenland enten fra Ægypten, Lilleasien eller Thrakien. Man ved, at vinen spillede en stor rolle i Grækenland i anden halvdel af det 2. årtusind f. Kr. Græsk vin var kendt viden om. Chios eksporterede vin helt til Ægypten og Rusland, men også vin fra Thàsos, Lesbos og Rhodos havde et godt ry. På Lesbos modnedes vinen under en film af florgær, ligesom Sherry i dag. Andre steder tilsatte man aromaer, f.eks. krydderier, honning eller harpiks. Man kendte også sammenhængen mellem druesorter, mikroklima og jordbundsforhold.
Vinens vigtighed for grækerne understreges af, at de tillagde den en guddommelig oprindelse. Dionysos, den folkelige gud fra Lilleasien, havde skabt vinstokken. Med vinens berusende effekt kunne folk glemme deres dagligdags bekymringer.

## Vin og økonomi
I første halvdel af det 1. årtusind f. Kr. havde græske nybyggere grundlagt poliser omkring hele Middelhavet – den græske diaspora. Således blev deres viden om vin også spredt til de nye kolonier på Sicilien, i Syditalien og Sydfrankrig. Her blev vinen videreudviklet. Syditalien endte med at blive grækernes oinotria, deres vinland. Allerede før vor tidsregning var Pompeji avanceret til Italiens vincentrum, og man eksporterede helt til Bordeaux. Da byen blev ødelagt i 79 e. Kr., udbredte romerne vinbruget til hele landet. Stort set alt dyrkbar landbrugsjord i Lazio blev dækket med vinstokke, hvorfor kejser Domitian forbød yderligere anlæg.

## Det romerske vinimperium
Domitians forbud blev først ophævet efter 200 år, da kejser Marcus Aurelius måtte sikre mad og drikke til sine legioner i de nordlige og østlige provinser. Her opstod de store vinkulturer omkring Mosel og Donau, Trier og Bordeaux. Dette lettede forsyningen ud til rigets yderste forposter betragteligt.
I Sydfrankrig, Spanien og ved Rhône havde romerne allerede et grundlag at bygge på i form af byen Marseilles, som nybyggere fra den joniske by Fokaia havde etableret. I takt med at gallere, keltere og germanere blev overvundet, blev der etableret store vinbrug overalt. Nye druesorter blev importeret eller udviklet. Vinifikation med dertil hørende udstyr blev udbredt, herunder persen, amforaen og træfadet. Det meste vin fra Spanien og Marseilles havde ikke det bedste ry i Rom, hvor man hovedsageligt nød vin fra Rhône og Andalusien.
Wachau, Mosel, Rheingau, Pfalz, Bourgogne, Bordeaux, Rhône og Rioja blev i romersk tid til de vinområder, vi kender i dag.
Folkevandringstiden var imidlertid slem ved de fleste kolonier. Det var en social og militær brydningstid, hvor de verdslige fornøjelser, som prægede Romerriget, blev nedprioriteret. Romerrigets forfald betød stagnation i næsten alle vinproducerende lande i Europa. Ikke desto mindre overlevede vinproduktionen, også i Spanien under det mauriske overherredømme. Trods islams forbud mod alkohol var maurerne meget tolerante over for vinproduktion. Bordeaux blev i tidens løb løbet over ende af gascognere, saracenere, gotere og vikinger og blev i 870 brændt af. Men vinproduktionen overlevede. Mod nord i Tyskland og Frankrig fik vinhandlen først et opsving i det 7. og 8. århundrede og mod syd i Italien og Spanien endnu senere.

## Den florentinske højfinans
Konsekvenserne af Romerrigets fald var naturligvis store i selve Italien. Det magttomrum, som centralmagtens sammenbrud og den katolske kirkes langsomme udvikling til en magtfaktor udgjorde, fristede mange folkeslag til at angribe landet. I 455 blev Rom f.eks. erobret af både østgotere og vestgotere og vandaler, og de plyndrede og ødelagde store dele af landet. Vinhandlen overlevede, men sygnede hen til ren småhandel for landbefolkningen. Vinindustrien begyndte først at blomstre igen, da kystbyerne Venedig og Genova opstod og tjente på korstogene, og da Firenze blev Europas finanshovedstad i senmiddelalderen. Allerede så tidligt fik visse florentiske navne, som vi kender i dag, et godt ry, f.eks. Antinori og Frescobaldi. Begge familier havde skabt formuer på andre områder, men blev rådgivet til at investere i vinhandel. I første omgang handlede de ikke med toscansk avl. Frescobaldi handlede med Bordeaux-vin, som det engelske hof foretrak. Der skulle dog flere århundrede, før Italiens egen vinproduktion skulle overgå fortidens glans.

## Bordeaux og Bourgogne
Frankrigs historie var meget anderledes end Italiens. Vestgoterne, burgunderne og frankerne dominerede landet efter Romerrigets fald. Merovingerne, karolingerne og især Karl den Store understøttede vinavlen især i Bourgogne. Den berømte vinskråning Grand Cru Corton Charlemagne bærer ligefrem hans navn.
Middelalderens kristne munkeklostre fik enorm betydning for vinavlen i Bourgogne. I 1112 ankom Bernhard af Clairvaux til klostret Cîteaux ved Nuits-saint-Georges, hvor hans indflydelse voksede. Som abbed anlagde han nye vinmarker, og områderne i Chablis og Côte-d'Or nåede deres første højdepunkt under hans efterfølgere. De besluttede at bruge Chardonnay og Pinot Noir og indførte en hierarkisk klassificering af områdets parceller, som gælder i dag.
Bordeauxs stilling som vigtigt vinområde blev grundlagt i middelalderen. Frankrig var det første land, hvor vinhandel var en vigtig eksportvare.

## Vin i Tyskland
Karl den Store understøttede vinavlen i Tyskland. Ifølge legenden betragtede han tøbruddet fra sit palads ved Rhinen på de mest velegnede skråninger i Rheingau. Han lavede regler for vinifikation, sørgede for at de bedste druesorter blev udvalgt og skabte grundlaget for begrænset privat udskænkning: Strausswirtschaft eller Buschenschank. Han havde en vision for vinavlens økonomiske rolle og den dertil nødvendige lovgivningspolitik. Det viste sig banebrydende for udviklingen af tysk vinavl de næste århundreder.
Hvor Karl den Store var den store igangsætter af en ny vinkultur, blev det Benediktinerordenen og Cistercienserordenen, der bar den videre. Disse grundlagde i 1136 Kloster Eberbach i Rheingau, som i det 12. og 13. århundrede udviklede sig til at blive Europas største vinproducent med næsten 200 handelsfilialer rundt om i Europa. Med Bourgogne som model anlagde de det vingården, hvor cistercienserne plantede fortrinsvis røde druesorter, som de havde bragt med sig fra Frankrig. Der var store økonomiske grunde til at, at kirker og klostre i Rheingau dyrkede vin så intensivt. Karl den Store havde givet kirken ret til at råde over tiendet, hvorved de fik mulighed for at eksportere varer til samtlige europæiske markeder og styrke deres militære og politiske position.
Således udviklede hele Tyskland sig til et hav af vinmarker. Fra det 12. til det 17. århundrede var det samlede areal 300.000 hektar. Vore dages areal er kun en tredjedel. Vinhandlen centrerede sig omkring byerne Köln og Frankfurt, hvor Kloster Eberbach havde sine vigtigste filialer.
I dag dyrkes rødvin mest i Ahr.

## Stormagterne Spanien og Portugal
På Den Iberiske Halvø begyndte en egentlig vinproduktion senere end i Frankrig og Tyskland. Indtagelse af vin var forbudt under det mauriske styre, men vinproduktion og -handel var tilladt og gav gode skatteindtægter. Eksport til England blev en stor økonomisk faktor efter de kristnes tilbageerobring. Og efter Spaniens genforening i slutningen af det 15. århundrede og efter spanske leverandørers ankomst i Londons handelscentrum. Spanien havde allerede i det 13. århundrede god vinavl i Toro, Rioja og Navarra, men de producerede til hjemmemarkedet.
Efter at søhandelsbyen Venedigs monopol på søde vine blev ophævet, og efter at englænderne var ude af Bordeaux, kom der efterspørgsel. Især Andalusien tiltrak sig engelske købmænds opmærksomhed på grund af bl.a. skattefrihed. Malagas og Jerez' vine var ikke de mest populære, men de blandedes i svagere vine.
Grunden til, at de europæiske vinplanter nåede til Den Nye verden, var Spaniens bestræbelser på at blive en verdensmagt i det 15. og 16. århundrede. Det havde opdagelsesrejsende som Christoffer Columbus banet vejen for med opdagelsen af Amerika. Allerede erobreren Hernán Cortés havde i kolonialismens begyndelse medbragt vinplanter til Mexico, og de første vinmarker i Chile blev anlagt i midten af det 16. århundrede. Sydamerika havde vinifera-planter længe før Nordamerika. I begyndelsen eksporteredes sågar vin til Europa, indtil sydamerikansk vin sygnede hen. Det har ændret sig inden for de seneste tre årtier.

## Fra Holland til England
Mellem 1600 og 1800 var England ikke blot verdens politiske og militære stormagt, men også vinhandlens. Derfor fik England en stor betydning for vinens udvikling i Frankrig, Spanien og Portugal, som var vinhistoriens vigtigste skuepladser. Men faktisk var hollænderne de første til at forstå betydningen af verdensomspændende handel med kolonier overalt. De havde været i krig med Spanien og Portugal i mange år og havde overtaget kolonier fra dem. Deres handelsflåde var mange gange større end Frankrigs og Englands tilsammen.
Det var således hollænderne, der først udskibede vin fra Oporto. De begyndte også at fremstille brændevin i Armagnac og Cognac. Da englænderne havde forladt Bordeaux efter herredømmet over Gascogne, overtog hollænderne, og de hjalp bl.a. familien Pontac og Lestonnac, der etablerede det Premier-Cru-landkort, vi kender fra det 19. og 20. århundrede.
Englænderne og franskmændene formåede først i sidste halvdel af det 17. århundrede at få bugt med den hollandske handelsflådes overlegenhed, under anvendelse af dels militær og dels pirateri, som på den tid gjorde verdenshavene usikre. Med udgangen af Den Spanske Arvefølgekrig havde England cementeret sin stilling som den førende magt i Europa. London blev dermed et af de vigtigste handelscentre og vinmarkeder i verden, og engelske familier anlagde bl.a.mange nye vinskråninger i Bordeaux.

## Englænderne erobrer verden
Omend hollænderne havde været de første, videreudviklede englænderne vinproduktionen i Portugal. Portvin blev den førende drik i det engelske selskabsliv. Det lille lands vinbønder måtte dog betale dyrt for afgangen til verdensmarkederne. F.eks. indebar de engelske købmænds rettigheder indimellem også ret til bøndernes døtre. Flere gange var Portugal ved at komme under den engelske krone.
Tiden fra det 16. til det 18. århundrede var en brydningstid. Europa var pioner inden for kapitalistisk verdenshandel. Den stigende urbanisering skabte større efterspørgsel efter vin. Man afskaffede efterhånden indenrigstolden og anlagde nye transportveje. Man kunne nu skaffe vin fra hele Europa til hele Europa, hvilket gjorde forbrugerne mere krævende.
Engelske nybyggere og toscanske adelsfolk anlagde vinmarker i hele Den Nye Verden. Det endnu hollandske vingods Groot Constantia blev grundlagt i det 18. århundrede og blev berømt for sine søde muscat-vine, men blev hurtigt glemt igen. Nye navne dukkede også op i Europa: Madeira og Tokaji, Marsala på Sicilien producerede de dengang så populære søde vine og likører.

## Frem- og tilbagegang i Europa
Efterhånden gik det i stigende grad fremad med vinproduktionen, og det så ikke ud til at aftage. Man oplevede derfor overproduktion i Frankrig med dertil hørende problemer med afsætning og priser. Den franske regering forsøgte derfor forgæves at forbyde anlæggelsen af nye vinmarker i begyndelsen af det 18. århundrede. Alle vinproducerende lande, undtagen Tyskland, tjente mange penge på vin i denne periode. I Tyskland havde man godt nok også haft et opsving i vinindustrien i slutningen af det 15. århundrede, hvilket – som andre steder – skyldtes forbedret levestandard, stigende befolkningstal og nye storbyer. Desuden oplevede man et varmere klima med usædvanligt høje temperaturer i knap 200 år. I Tyskland slog vinproduktionen nye rekorder, og indtil første halvdel af det 20. århundrede lå vinforbruget på højde med det italienske og franske forbrug.
Nye problemer opstod imidlertid. Klimaet ændrede sig drastisk til det køligere, og de krigeriske uroligheder i det 17. århundrede, der især ramte Tyskland, forårsagede en hurtig tilbagegang for tysk vinproduktion. Urolighedernes højdepunkt blev nået med Trediveårskrigen, men problemerne var begyndt tidligere og var også selvforskyldte. Man havde i alt for høj grad ekspanderet vinproduktionen. Det feudale samfunds forfald var årsag til den økonomiske krise, som selv var en blandt flere årsager til f.eks. den tyske bondekrig.
Genopbygningen af landet gik dernæst langsommere i Tyskland i mange andre lande, bl.a. forårsaget af en massiv udvandringsbølge, også blandt vinavlere. Det begyndte først at gå fremad igen i slutningen af det 17. århundrede. Nu blev druesorten Riesling Tysklands svar på Bordeaux' Cabernet Sauvignon.

## Den karakterfulde vin
Moderne tysk vinproduktion er bygget op omkring de egenskaber, som Rieslingen frembragte. Den første officielle Spätlese kom i 1775 i Rheingau. I begyndelsen af det 19. århundrede var det normalt at lade druerne hænge og overmodne og dernæst presse søde eller ædelsøde vine af dem. Her opstod også betegnelsen Kabinett, som stammer fra ordet Cabinett-Keller, hvor man opbevarede vingodsets fornemste vine. Både Kloster Eberbach og Schloss Volrads havde en sådan.
Rieslingen fortrængte mange steder de røde sorter, men omstillingen tog lang tid. I Bordeaux havde de lyse og lette vine ikke meget at gøre med vore dages farve- og tanninholdige vin, men også her skiftede vinene karakter. Indførelsen af Cabernet Sauvignon og længere skalgæring frembragte fyldigere og kraftigere vine.
De største omvæltninger i vinmarken og vinkælderen skete i det 18. århundrede. De første forsøg på ampelografi af druesorter blev udført, og man begyndte at anvende svovl til styre at mosten og vin. Det blev også tilladt at søde mosten med sukker, kaldet chaptalisering. I Champagne opfandt man den moderne glasflaske og korkprop, som gjorde flaskegæring og dermed mousserende vin mulig.
Der var i mellemtiden sket et større opsving i Rheingau, hvor ikke blot Rieslingen og Spätlese- og Auslese-kvaliteterne gjorde området berømt, men også udstyr til pumpning af vin. I Italien udviklede man først de moderne Chiantier og Baroloer i midten af det 19. århundrede. Hele denne rivende udvikling kunne dog ikke beskytte den europæiske vinindustri mod den oversøiske fare, der kort tid efter ødelagde det hele: vinlusen.

## Vinens guldalder
Inden vinlusen begyndte at hærge, nåede man i det 19. århundrede at skabe den officielle klassificering af vinene fra Bordeaux, dvs. fra Médoc og Sauternes, som fortsat er gældende. Allerede siden slutningen af det 18. århundrede var rød Bordeaux en af de mest efterspurgte vine i verden. Ved verdensudstillingen i 1855 introducerede Médoc en klassifikation af sine châteaux i første, anden, tredje, fjerde og femte cru, hvilket var en inddeling, som vinhandlerne oprindelig havde udviklet.
I Bourgogne havde Den Franske Revolution destabiliseret vinproduktionen, som her var i kirkens hænder, men i løbet af det 19. århundrede begyndte området at komme på fode igen. Især da jernbanen til Paris åbnede i 1851, men da den videreførtes til Sydfrankrig, fik man konkurrence fra Midi-Pyrénées' kraftigere og stærkere vine.
I Italien skete moderniseringen langt senere. Vinproduktionen var i en langvarig krise, både m.h.t. kvalitet og afsætning. Derfor solgte man næsten udelukkende vinen åben. Flaske og korkprop kom først til senere. Som tidligere nævnt opstod de store vintyper, som Chianti, Brunello og Barolo først i midten af det 19. århundrede. Den italienske nationalist Giuseppe Garibaldi fik vinbønderne til at anvende svovl, politikeren Cavour fik skabt Nebbiolo-vinens moderne karakter, statsmanden Bettino Ricasoli skabte opskriften på Chianti. I Piemonte grundlagdes firmaer som Gancia, Martini og Cinzano. Der er således sammenfald mellem den italienske stats fødsel og den moderne italienske vinindustri.

## Katastrofen
Det 19. århundrede var præget af iveren efter at indsamle botaniske arter og klassificere dem. Man eksperimenterede også med at sætte dem ud i uvante omgivelser. Derfor indførte man også den amerikanske Labrusca-stok i Europa. Den havde imidlertid en blind passager, melduggen, som gjorde sit indtog i Frankrig i 1847. I 1878 blev den efterfulgt af vinskimmel og i 1880 af gråskimmel. Den største katastrofe var dog vinlusen eller vinpesten (Daktulosphaira vitifoliae tidligere Phylloxera vitifoliae, Phylloxera vastatrix), som første gang dukkede op i 1863 i det sydlige Rhône. I Amerika var Labrusca-arten immun over for skadedyret, men de europæiske vinifera-sorter var så sårbare over for den, at den ødelagde stokkene fuldstændigt.
Snart anede de vinproducerende lande, at det hurtigt kunne udvikle sig til en katastrofe, så man forsøgte at pode de værdifulde europæiske sorter med den immune amerikanske sort. Disse podede stokke blev plantet ud i 1880, men da var skaden allerede enorm: I Frankrig blev 2,5 millioner hektar vinmarker ødelagt. Siden nåede vinlusen også Portugal, Italien, Tyskland, Australien, Sydafrika og Californien. Man anslår, at 85 % af verdens samlede vinplantebestand i dag er podet med amerikansk materiale.

## Vinifera vinder
Vinifera-planten endte med at fortrænge Labrusca-sorten på det amerikanske kontinent. Da var systematisk podning en realitet. Man havde allerede i 1600-tallets Nordamerika forsøgt at dyrke vinifera-stokke, men det havde været en eklatant fiasko, da stokkene var ekstremt sårbare over for ovennævnte skadedyr og plantesygdomme. Vinifera var ligeledes kommet til Mexico i 1600-tallet, hvorimod den først kom til Californien i 1880. Derefter udviklede denne stat sig hastigt til at blive Amerikas førende vinstat. Spiritusforbuddet i USA fra 1920 til 1933 betød en betydelig nedgang for den Nordamerikanske produktion, men kun midlertidigt.
I forlængelse af kolonialismens landvindinger blev vinifera også udbredt til Australien ved overgangen fra det 18. til det 19. århundrede. I begyndelsen blev der kun dyrket vin i staten Victoria, men vinlusens indtog tvang australierne til at rykke anlæggelserne længere ind i de varmere områder. Dette betød et nyt fokus på søde vine og likører. Sydaustralien og New South Wales blev efterhånden de førende vinområder.
Vinindustrien blev også ramt af Depressionen og Første og Anden Verdenskrig. I efterkrigstiden begyndte man fokusere mere på kvantitet end på kvalitet.

## Kvantitet frem for kvalitet
I den vestlige verdens generelle historiske udvikling var yderligere mekanisering, industrialisering og masseproduktion nøgleord. Det gjaldt også vinproduktionen. Man var meget optaget af at finde effektiviseringer, der kunne spare arbejdskraft. Produktionen skulle gøres billigere og afkastet større. Især i Tyskland fandt man druesorter, der gav større udbytte, men det skete på bekostning af kvaliteten. Man begyndte også i stigende grad at bruge kemikalier på marken. Tyndere og svagere vine blev resultatet.
I 1960'ernes Italien opdyrkede man også nye områder, men også på bekostning af kvaliteten.
Selv i nogle af Frankrigs bedre vinområder begyndte vingodserne i 1970'erne at producere mere, men tyndere vine. Først i slutningen af 1980'erne og i begyndelsen af 1990'erne gjorde de mere intensive Pinot Noirs og Chardonnays sig gældende i Bourgogne.
Fra 1980 er frem er udviklingen vendt. Verdens samlede vinmarksareal er siden da faldet, og man anvender flere steder braklægning. Tilbagegangen skete stort set kun i Europa, som dog fortsat rummer størstedelen af verdens vinmarker.

## Den Gamle og den Nye Verden
Napa Valley åbnede sin første vingård siden Forbudstiden i 1965. Man havde opdaget, at især Chardonnay og Cabernet Sauvignon egnede sig til dalen. Vinproduktionen blev i løbet af relativt få år en dundrende succes. Man anvendte de fra Europa kendte navne – falsk Chablis, i Australien Hermitage, Beuajolais og Champagne – men efterhånden er dette ophørt, og man navngiver i højere grad efter druesort.
Den Nye Verden stod også i spidsen for den teknologiske udvikling i marken og i vinkælderen: indførelse af ståltanke og kontrol af gæringstemperatur, overrislingssystemer m.m. Det sparede arbejdskraft og effektiviserede produktionen.
Industrialiseringen er også slået igennem i Europa, også på de bedste vingodser: computerstyret temperaturkontrol, forskellige gærtanke, vakuum-vaporation, omvendt osmose m.m.
Det er først og fremmest de store vinproducenter, der har indført en sådan grad af industrialiseringen af produktionen. Jo mindre vingård, jo mere håndværksmæssig er produktionen. I modsætning til tidligere betyder den omfattende industrialisering hos de største producenter ikke dårligere kvalitet, snarere tværtimod.